# Атаман
Атаман (укр. отаман, рус. атаман) је звање заповедника, изборног старешине код степских народа. Највише се користио код козака и хајдамака. Положај вишег ранга је хетман. Титула је имала велико значење за време војног похода, за време мира се титула мање користила.

## Етимологија
За порекло речи атаман постоји неколико верзија.
- реч атаман долази од турске речи ата-ман („отац од коњаника“)[1][2]
- реч долази од немачког „капетан“, која се у малоруску степу преселила преко Пољака. Атамане су били вође (старешине) кримских хришћана, који су се преселили у Малорусију[3]
- од немачких речи harter Mann („тврд човјек“)

## Историја
Атамани су били изабрани од Сабора (Рада) или је, за време војног похода, био назначен (тада су га звали Назначен атаман). У козачком хетманату вође који нису били козаци (артиљерија) су такође били названи атаманима. За административне сврхе имали су градског атамана. Касније се тај тип администрације преселио, од Запорошких козака и Донских козака, још код Кубанских козака.
Било је неколико врста атамана:
- укр. , главни официр Запорошке Сече
- укр. , атаман војног похода
- укр. , Кошеви атаман
- укр.  сотени атаман или укр. Городовий Отаман, градски атаман (употреба од 17. века)
- укр. , административни ранг атамана (17–18. век)
- укр. , станични атаман, вођа мањег териториалног рејона
- укр. , хутирски атаман, вођа мањег териториалног рејона